# Marinefunkstelle Harold E. Holt

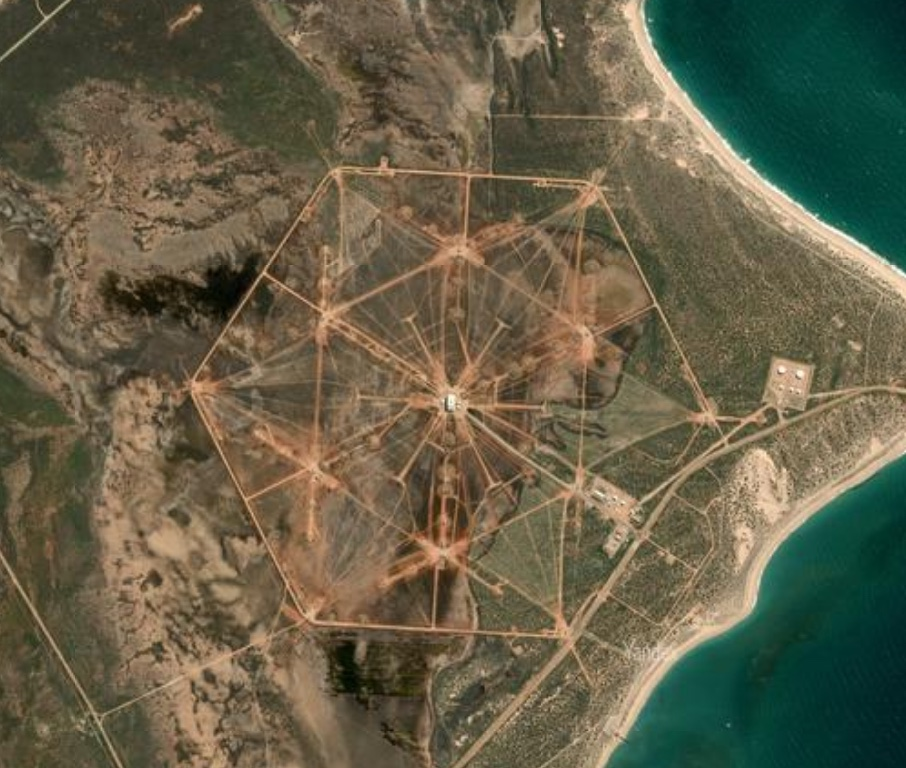
Satellitenansicht

Die Marinefunkstelle Harold E. Holt (englisch Naval Communication Station Harold E. Holt) ist eine zwischen 1967 und 1968 errichtete Längstwellensendeanlage bei Exmouth in Western Australia. Sie dient zur Übermittlung von Nachrichten an getauchte U-Boote und ist ein Gemeinschaftsprojekt von Australien und den USA.
Als Antennenanlage wird eine Schirmantenne, welche an 13 Masten aufgehängt ist, verwendet. Der Zentralmast, welcher als Mast 0 bezeichnet wird, ist 389 Meter hoch. Die anderen Masten sind um diesen in zwei Ringen in äquidistantem Abstand angeordnet. Die Höhe der sechs Masten auf dem inneren Ring beträgt 304 Meter, die der sechs Masten auf dem äußeren Ring 364 Meter. Drei Masten von nur etwa 42 Metern Höhe auf einem dritten, engeren Kreis tragen den inneren Teil eines Erdungsnetzwerks, das im äußeren Bereich mit Erdkabeln realisiert ist.
Der Name wurde in Würdigung des ehemaligen australischen Premierministers Harold Edward Holt gewählt.
Der verwendete Sender gehört mit 1000 kW Sendeleistung zu den stärksten der Südhalbkugel. Die Sendefrequenz ist 19,8 kHz.